# Alto Loira
Alto Loira (43; en francés Haute-Loire, en occitano Naut Léger) es uno de los noventa y seis departamentos franceses situados en Europa, perteneciente a la región Auvernia-Ródano-Alpes. Sus habitantes se denominan, en idioma francés, altiligériens (altiligerianos).

## Historia
El departamento de Alto Loira es uno de los ochenta y tres primeros departamentos creados el 4 de marzo de 1790, en aplicación de la ley del 22 de diciembre de 1789. Está formada en parte por una zona de la antigua provincia de Auvernia, en parte por una zona de la provincia de Languedoc: Gevaudan y Velay.

## Geografía
Situado en la región de Auvernia-Ródano-Alpes, el departamento de Alto Loira está delimitado al norte con Puy-de-Dôme; al noreste, con Loira; al oeste, con Cantal; al suroeste, con Lozère y al sureste, con Ardèche.

## Demografía
| 1801    | 1831    | 1841    | 1851    | 1856    | 1861    | 1866    |
| ------- | ------- | ------- | ------- | ------- | ------- | ------- |
| 229.773 | 292.078 | 298.137 | 304.615 | 300.994 | 305.521 | 312.661 |
| 1872    | 1876    | 1881    | 1886    | 1891    | 1896    | 1901    |
| 308.732 | 313.721 | 316.461 | 320.063 | 316.461 | 316.699 | 314.058 |
| 1906    | 1911    | 1921    | 1926    | 1931    | 1936    | 1946    |
| 314.770 | 308.838 | 268.910 | 260.610 | 251.608 | 245.271 | 228.076 |
| 1954    | 1962    | 1968    | 1975    | 1982    | 1990    | 1999    |
| 215.577 | 211.036 | 208.337 | 205.491 | 205.895 | 206.568 | 209.113 |

Las mayores ciudades del departamento son (datos del censo de 1999):
- Le Puy-en-Velay: 20.490 habitantes, 42.608 en la aglomeración
- Monistrol-sur-Loire: 7.451 habitantes, 10.795 en la aglomeración

## Otras referencias
- Historia, demografía y otros datos de interés del Alto Loira.